# Tandbraxen
Tandbraxen (Dentex dentex) är en fisk från familjen havsrudefiskar som finns nära bottnen i östra Atlanten.

## Utseende
Tandbraxen är en avlång fisk med kraftigt huvud och mun med stora tänder. Kroppen är silvrigt gråblå med mörkare fläckar och ibland 4 till 5 vaga, mörka tvärränder. Bröstfenan har en svart fläck nära fenroten. De största fiskarna kan bli rödaktiga i färgen. Når vanligen en längd av 50 cm, men de största exemplaren kan bli 100 cm långa och väga 14,3 kg.

## Vanor
Arten lever på sten- eller grusbotten ner till ett djup av som mest 200 m, även om den vanligen inte går djupare än 50 m. Ungfiskarna lever i stim, men som äldre blir fisken ensamlevande. Födan består av fiskar, bläckfiskar och blötdjur.

## Kommersiell användning
Tandbraxen är en populär matfisk som även odlas. Den är också föremål för sportfiske.

## Utbredning
Arten finns i östra Atlanten från Brittiska öarna över Medelhavet, Kanarieöarna och Mauretanien till Senegal.